# 営団3000系電車
営団3000系電車（えいだん3000けいでんしゃ）は、1961年（昭和36年）から帝都高速度交通営団（現：東京地下鉄）が日比谷線用に導入した通勤形電車である。
日比谷線の開業に合わせて製造された車両で、1971年（昭和46年）までの間に305両（事故代替車を含める）が製造された。日本初のATC導入車である。

## 概要
本形式は営団地下鉄で初めて相互乗り入れを行うことから、東武鉄道・東京急行電鉄との3事業者で作成された「2号線車両規格」規格内で協議の上で設計・製造が行われた。基本的には高性能車である丸ノ内線300形を発展させた車両とし、相互直通運転を行うことから地上線と地下鉄線両方の性能を満足させるような車両とした。
従来、営団の車両は検修時を考慮して単車（1両）での走行を基本としていたが、本形式より2両を1単位（ユニット構成）として、将来の増結時には中間車を連結していく方式を採用した。落成当初は2両編成だが、その後4両・6両・8両編成へと増結されて増え続ける輸送需要に対処した。当初は各形式を個別で呼称しており、これらを「3000系」と呼称するようになったのは、千代田線6000系誕生以降である 。
車体長18,000mm、車体幅2,790mmの両開き片側3扉構造は丸ノ内線車両と同じ形態だが、軌間1,067mm、さらに架空電車線方式であるため車高を高くしている。扉・窓配置はdD3D3D1（先頭車）で、同じ18m車でも丸ノ内線や都営浅草線の車両とは異なり、編成全体で見て客扉が等間隔になる配置である。
特徴としては超多段抵抗制御器（バーニア制御）と発電ブレーキを採用し、ほとんどショックのない滑らかな高加減速性能（起動加速度・減速度ともに4.0km/h/s）を実現した。特に起動加速度4.0km/h/sは、日比谷線直通に運用されていた東急7000系とともに、関東の電車においては現在に至るまで最大の値である。
1次車16両は営団地下鉄の購入であるが、2次車以降はすべて信託車両で導入した。信託期間は8・9次車の場合、5年度間（8次車は1968年度から1972年度、9次車は1971年度から1975年度）であるが、期間を待たず8次車（6両）は1970年度・1971年度に一部繰上げ支払い（各3,580万円）、9次車（70両）は1972年度に1973年度 - 1975年度の割賦額（14億6,580万円）の繰上げ支払いをしており、同年度末までに信託車両は解消された。

## 構造

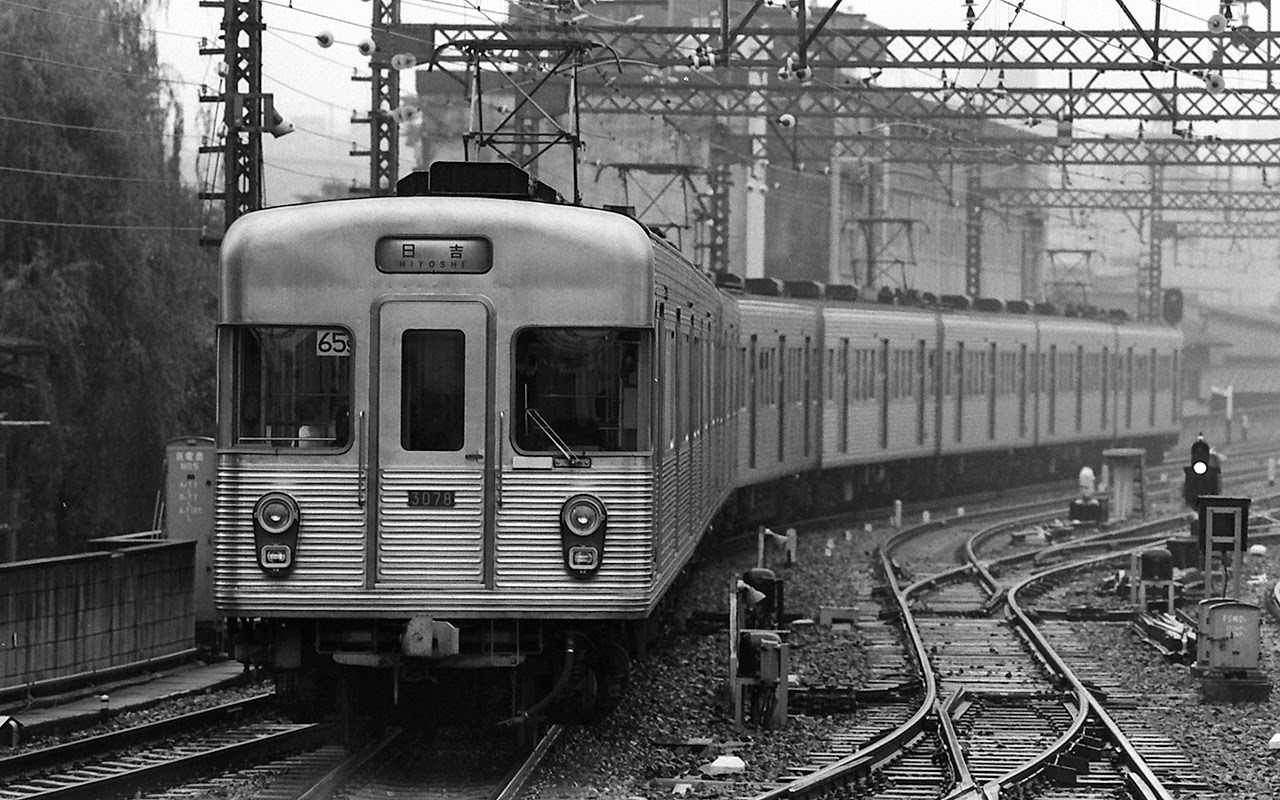
東横線に乗り入れる3000系。運行番号表示は札式。

本形式は「デザイン」、「乗り心地」を最も重視した車両として製作された 。前頭部は丸みをもたせ、デザイン面で郊外線に乗り入れる車両としてスマートさを感じさせるものとし、さらに乗務員の視認性向上のため曲面ガラスを使用した。この意匠は後に導入された日比谷線用車両にも引き継がれている。車体裾もデザインに合わせて絞った構造とし、このために台枠が特殊な構造となり、「爆裂加工」と呼ばれる特殊な工法が用いられた。そのデザインから「クジラ」、特に「マッコウクジラ」という愛称もあった。

### 車体
車体は普通鋼製として塗装する方式、セミステンレス製、アルミ合金製の3種類から検討した。アルミ製は時期尚早との判断がされ、コスト高とはなるが、セミステンレス製は塗装職場が不要となり、工場在場日数の減少などメリットが多いことからセミステンレス車体（骨組みは普通鋼製）を採用した。
ステンレス車体は歪みを目立たなくするための「コルゲート」と呼ばれる波板を取り付けるが、これには当時世界的にも有名であったアメリカ・バッド社の方式ではなく、営団独自の汽車製造のものを採用して豪華さを演出したものとした 。
1次車では前面に側面乗務員ステップ一体形のスカートが設置され、連結器はスカートのカバー内に収容されていた。しかし、手間がかかることから1963年（昭和38年）初頭頃から連結器カバーは外され、スカート自体も同年9月には撤去された。撤去後は側面に乗務員室用ステップが別途付けられた。

### 車内
内装は、車体同様に塗装工程を省略するため化粧板構成とした。側面は濃いクリーム色メラミン樹脂化粧板、天井は白色のポリエステル樹脂化粧板を使用した（3次車から天井もメラミン樹脂製）。初期車はエ字形の「パネルエッジ」を使い、天井板を隙間に差し込む事でネジを使わない構造としたが，保守上の問題から増備車では押し面を使ったネジ止めに変更されている。
客用ドアは両開き構造で、当初は室内側も化粧板仕上げとした。戸袋窓は省略されている。床材は灰色のロンリウム材を敷いたもので、騒音防止の観点から主電動機点検蓋は省略された。ただし、主電動機の保守の都合から後年の更新時に設置された。
座席はエンジ色のモケットで、上部には郊外からの長距離乗客を考慮して営団車両では初めて座席上部全長に荷棚を設置した。つり革は営団標準のばねで戻るリコ式であったが、途中からは通常のつり輪式（三角形）に変更され、リコ式の車両も1973年（昭和47年）5月から つり輪式に改修された。荷棚は8次車まではパイプ構成、9次車は金網による構成である。
側窓は二段式で、上下の窓は同一レール上にあり上段上昇（全開）、下段上昇（75mmだけ上昇）式である。1次車では側窓高さは800mmとされたが、このため車内から駅名表示板の上半分が見えないという問題が生じた（それまでの銀座線・丸ノ内線は1000mm）。このことから仲御徒町駅以東の建設時には駅名表示板の高さを変更する対策がとられた。後述するが、種々の改良で最終的には4種類の側窓があり、後に全車両が最後の車両の形態（上下非対称二段式）に改修されている。地上線での走行のため、側窓には遮光装置を設置したが、一般的な巻き上げ式カーテンではなく、板状の「カーテン戸」が降りてくるという珍しいものである。
車内の通風には外気循環形の有圧式軸流送風機（ファンデリア）が採用されている。ただし、8次車以降は将来の冷房化も視野に入れた扇風機に変更されている。

### 乗務員室

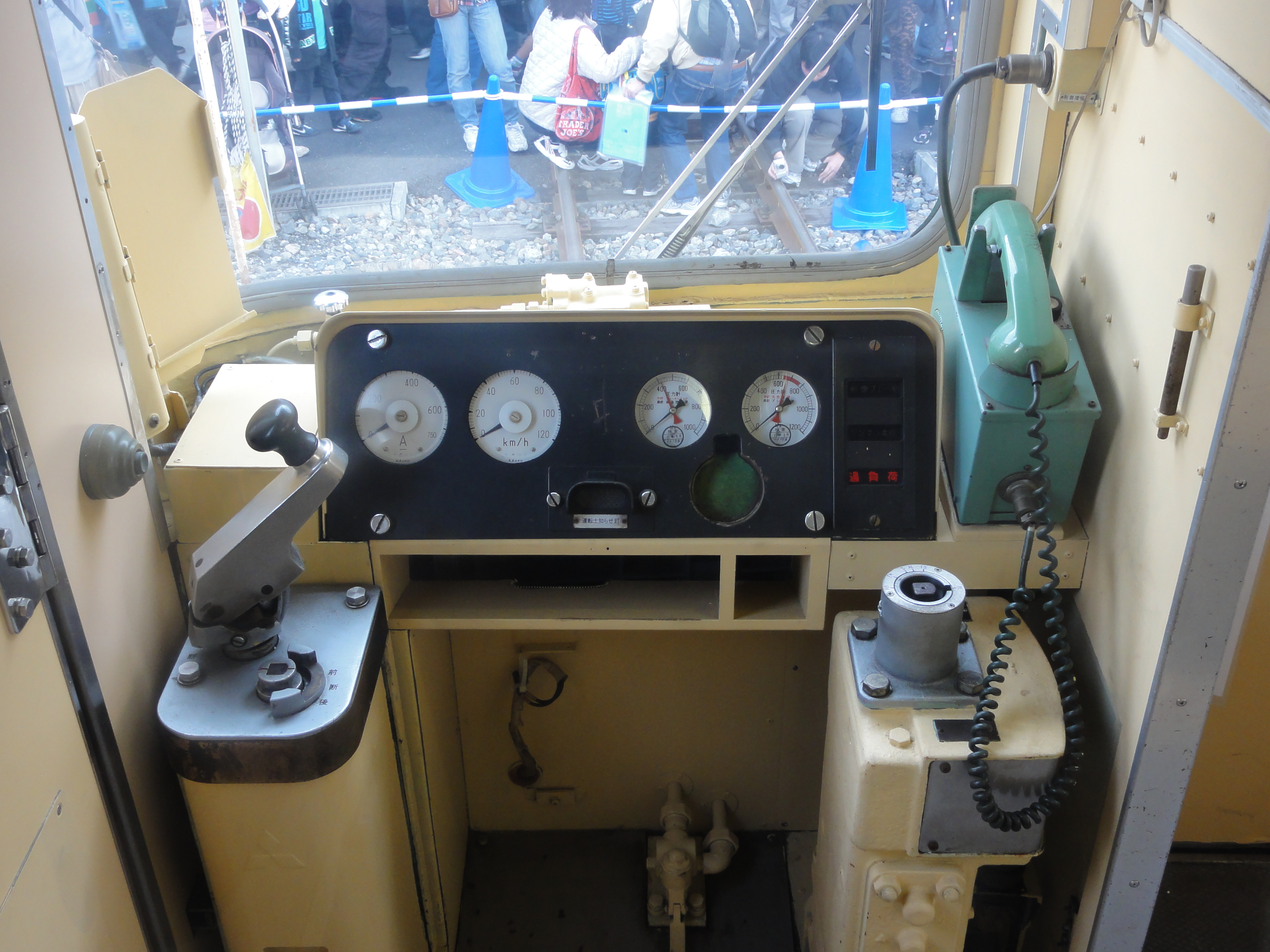
3000系保存車（3001）の運転台（2010年11月28日 綾瀬検車区）

運転台の主幹制御器はデッドマン装置付の回転式ツーハンドルマスコンである。当初の速度計は針が横にスライドするタイプであったが、1976年（昭和51年）8月からは乗務員室艤装の改修工事が実施され、通常の回転式になるなど運転台は大きく改造された。
前面の運行番号表示器は札を取り付ける方式から1984年（昭和59年）から手動幕式表示器に変更した。運客室仕切りは窓が3枚並んでおり、中央が貫通扉窓である。当初は窓が大きかったが、更新時に貫通扉以外の窓が縮小された。遮光幕は客室から見て左側2枚に設置されていた。

### 主要機器
車両性能は地下鉄線内の高加減速性能と地上線内における高速性能を確保するため、歯車比と弱め界磁率を適切に設定することで両者の十分な性能を発揮できるものとされている。編成両数にかかわらず、全電動車方式である。
主制御器は三菱電機製の電動カム軸式抵抗制御（ABFM-108-15MDH形）を採用しており、バーニアノッチを用いた超多段制御方式である。制御段数は力行78段（直列31段、並列37段、弱界磁10段）、制動67段（全界磁）のパターン制御を採用し、抵抗制御中のノッチオフやブレーキ緩めには、戻しステップによる多段減流を行うことで乗り心地の改善を図れるものとしている。このために複雑な構造をしており、保守には多くの手間を要する結果となった。
主電動機は三菱電機製のMB-3054-A形、MB-3054-AE形列（出力75kW・端子電圧375V、電流224A、回転数1,600rpm）で、地下鉄線内の高加減速性能と地上線内における高速性能を確保するため、同出力の丸ノ内線用よりも性能向上させたもので、弱め界磁は30%まで使用できるものである。
ブレーキ装置は発電ブレーキ併用の電磁直通ブレーキである。本形式では丸ノ内線用300形のブレーキシステムに自動空気ブレーキの機能を追加したもので、非常時に他社車両との併結をした場合に貫通ブレーキとして使用できることを考慮したものとして、「HSC-D形」と称する。改正により義務付けられた保安ブレーキは1977年（昭和52年）12月から全車に設置された。
集電装置には営団地下鉄が新たに開発した剛体架線対応形PT44A形パンタグラフが採用された。1959年（昭和34年）4月に丸ノ内線新大塚 - 茗荷谷間に剛体架線を仮設し、国鉄用のPS-16形パンタグラフを改造して各種試験を実施し、改良したものが採用された 。
補助電源装置としての電動発電機（MG）は低圧電源、蛍光灯用として5kVA出力（MG1）を、軸流送風機用として2kVA（MG2）を搭載した。そのほかにATC電源用として0.3kVA（MG3）の計3機種を搭載した。ただし、8次車からは9kVAを1台として蛍光灯、送風機、低圧電源用として集約し、ATC電源用には新たにインバータを採用した。
空気圧縮機（CP）は当初レシプロ式のC-2000形だが、4次車からはロータリー式のAR-2形が採用された。9次車はレシプロ式で千代田線6000系初期車と同形のレシプロ式C-2000M形に変更された。後述するが、電動発電機や空気圧縮機は後年に交換が実施された車両もある。
台車は銀座線用の2000形で採用したベローズ形空気ばねを使用したもので、乗り心地の向上を図った。
1・2次車ではアルストムリンク式（リンク支持とウィングばね支持を組み合わせた方式）軸箱支持構造のFS336形台車で、まくらばねにベローズ形空気ばねを使用し、車体直結式として空気ばねの横剛性を揺れ枕機構として利用したものである。3次車からは外吊り揺れ枕方式としたミンデンドイツ式（両板ばね式）のFS348台車を採用した。特にこの方式はFS336形よりもゴム等の部品の使用がなく、保守性の向上が図られている。
なお、これらの台車は亀裂の発生や製作上の欠陥が発見されたため、FS336形台車は1976年（昭和51年）から台車枠の更新と補強を実施した 。FS348形台車は1981年（昭和56年）12月からSUミンデン式台車FS510形台車へ更新されている。これは台車枠、軸ばね、軸箱周り、板ばねを新製し、空気ばねなど一部部品を再利用してU形ゴムパッド付き片板ばね式軸箱方式（SU形ミンデン式）に更新したものである。
基礎ブレーキは保守性の向上や部品点数の削減を目的にシングル方式のセミユニットブレーキ方式を採用した。なお、営団地下鉄ではこれ以後ユニットブレーキ方式の研究試験を継続し、1988年（昭和63年）落成の03系以降の系列で本格的に実用化されることとなる。
保安装置には日本の鉄道では初めてATC装置（WS-ATC・地上信号式自動列車制御装置）が採用された。車上装置は車掌台側の北千住方にATC機器が収納されている。このATC装置は日比谷線での採用を前に、1960年（昭和35年）1月26日 - 2月3日にかけて丸ノ内線池袋 - 茗荷谷間で公開試験を行い、実証性の確認を行ってきた。

### チョッパ制御の現車試験
営団地下鉄では1960年代後半からチョッパ制御の実用化をめざして実用化試験を開始した。1度目は直流600V電化区間として、1965年（昭和40年）9月に荻窪線（現・丸ノ内線分岐線）において銀座線用2000形2121号車にチョッパ制御装置を床上艤装し、55kWの主電動機2台の制御を行った。
2度目は直流1,500V区間で実施することとなり、日比谷線において1966年（昭和41年）4月・5月に3035号車にチョッパ制御装置を搭載し、75kW主電動機4台のチョッパ制御を実施した。試験は4月に三菱電機製を、5月に日立製作所製のチョッパ装置を搭載して実施した。
力行・発電ブレーキ動作とも良好な動作が確認されたが、誘導障害の点で問題点が残された。試験結果は千代田線用となる6000系1次試作車へと受け継がれ、やがて同系列の量産車として実用化に至った。

## 形式
3000系は以下の4形式で構成される。いずれも電動車である。本形式は9次にわたって計304両が製造された。ただし、事故廃車により4576号車は同じ車号で代替新造されたので実際には305両が製造された。
奇数番号車は制御装置、偶数番号車は電動発電機（MG）と空気圧縮機（CP）を搭載（全形式共通）。
中間車の番号として4000番台を使用したが、これも3000系の一部という扱いとされたため、後の「0x系」や「1x000系」の世代になっても「04系」や「14000系」は存在しない。
3000形 (CM1･CM2) 　
運転台付の制御電動車。奇数番号車が中目黒向き、偶数番号車は北千住向き。車両番号は3001 - 3078号。いずれも集電装置を搭載。
4000形 (M1･M2) 　
4両編成化用の中間電動車。集電装置はなし。車両番号は4001 - 4078号。
4500形 (M1･M2) 　
6両編成化用の中間電動車。車両番号は4501 - 4578号（下記の改造で4両は欠番）。奇数車は集電装置を搭載。
なお、8両化の時に4533・4534・4555・4556号は簡易運転台が設置され、3500形の3501 - 3504号に改番された。
3500形 (Mc1･Mc2) 　
8両編成化用の中間電動車で編成の中央に位置し、車庫内での分割運転のために簡易運転台を設置する。車両番号は3501 - 3574号（3501 - 3504号は上記の4500形から改造）。奇数車は集電装置を搭載。

## 次車分類

### 1次車（1960年度製）
- 3001 - 3016号
- 1961年（昭和36年）1月から南千住 - 仲御徒町間最初の開業用として2両編成8本が落成した[21]。
- 前面下部にアルミニウム製の排障器（スカート）が設置され、連結器はこの中に格納された。
- 側窓は下窓の上部に枠（サッシ）がなく、下窓に上窓が直接載る構造である。
- 車内天井には軸流送風機（ファンデリア）を設置し、屋根上の通風器（ベンチレーター）は八角形状のものである。
- 7次車までの側扉の窓は大窓のものが採用された。

|          | ← 中目黒北千住 →       |                        |
| 形式     | 3000形 (CM1)           | 3000形 (CM2)           |
| 車両番号 | 3001 3003 ： 3013 3015 | 3002 3004 ： 3014 3016 |

### 2次車（1961年度製）
- 3017 - 3028号・4029 - 4056号
- 北千住 - 南千住間・仲御徒町 - 人形町間延伸開業用として1961年（昭和36年）11月から翌1962年（昭和37年）3月に落成した。
- 4両編成6本（24両）と1次車の中間増備車2両ユニット8本（16両）で、日比谷線全体では4両編成14本となった。
- この時点で、東武伊勢崎線との相互乗り入れが開始されたが、当時はATSや列車無線などの保安装置は未整備であった。
- 保守に手間がかかることから新製時より排障器（スカート）は省略された。前面方向幕位置をやや下げ、側窓は安全のため下窓を100mm大きくした形状とした。

|               | ← 中目黒北千住 →                        |                                         |                                         |                                         |
| 形式          | 3000形 (CM1)                            | 4000形 (M2)                             | 4000形 (M1)                             | 3000形 (CM2)                            |
| 1次車 4両化後 | 3001 3003 3005 3007 3009 3011 3013 3015 | 4030 4032 4034 4036 4046 4048 4050 4052 | 4029 4031 4033 4035 4045 4047 4049 4051 | 3002 3004 3006 3008 3010 3012 3014 3016 |
| 2次車 編成車  | 3017 3019 3021 3023 3025 3027           | 4038 4040 4042 4044 4054 4056           | 4037 4039 4041 4043 4053 4055           | 3018 3020 3022 3024 3026 3028           |

### 3次車（1962年度製）
- 3057 - 3060号・4061 - 4064号
- 1962年（昭和37年）12月に搬入した人形町 - 東銀座延伸開業用の4両編成2本である[21]。
- 台車がミンデンドイツ式（両板ばね式軸箱支持）のFS348形となった[21]。
- 誘導無線の使用を予定し、誘導無線送受信機と送受信アンテナを車両に取り付けた[21]。
- 3057編成は新製時からATO装置を搭載した[21]（後述）。
- 3058号車は4次車で採用されるロータリー式空気圧縮機の試作品R-2000形を搭載していた。試験終了後はレシプロ式に戻された。

|          | ← 中目黒北千住 → |             |             |              |
| 形式     | 3000形 (CM1)     | 4000形 (M2) | 4000形 (M1) | 3000形 (CM2) |
| 車両番号 | 3057 3059        | 4062 4064   | 4061 4063   | 3058 3060    |

### 4次車-1（1963年度製）
- 3029 - 3032号・4001 - 4004号
- 輸送力増強用4両編成2本で、1963年（昭和38年）8月に搬入された。
- これより丸ノ内線以来の連番方式から空番号を埋める形となり、以降の3000形と4000形では車両番号と製造時期が揃わなくなった。
- 前面窓のワイパーを窓上部設置の電動式から窓下部設置の空気式に変更し、さらに窓下には通気口が設置された。ワイパーは在来車も同様のタイプに改修されている。
- 側窓については下窓の上面に枠（サッシ）が追加され、ガラス寸法が縮小された。このため、同一形式で3種類の側窓が並ぶこととなった。
- 空気圧縮機は従来のレシプロ式からロータリー式を採用した。

### 4次車-2（1963年度製）
- 3033 - 3056号・3061 - 3068号・4005 - 4028号・4057 - 4060号・4065 - 4068号・4501 - 4548号
- 1964年（昭和39年）3月の霞ケ関 - 恵比寿間開業用（7月の中目黒開業分含む）の4両編成7本と全線開業用の増備車（6両編成9本と4次車-1までの車両の6両化用中間車13編成分）で、3回にわたり増備され、最終的には6両編成24本、4両編成10本となった。この4次車は全体で120両が製造された。

|                       | ← 中目黒北千住 →                   |                                    |                                    |                                    |
| 形式                  | 3000形 (CM1)                       | 4000形 (M2)                        | 4000形 (M1)                        | 3000形 (CM2)                       |
| 4次車 北千住口 増発用 | 3029 3031                          | 4002 4004                          | 4001 4003                          | 3030 3032                          |
| 4次車 中目黒 開業用   | 3041 3043 3045 3047 3053 3061 3063 | 4014 4016 4018 4020 4026 4058 4060 | 4013 4015 4017 4019 4025 4057 4059 | 3042 3044 3046 3048 3054 3062 3064 |

※なお、この表では全線開業用の6両編成車と中間車の増結については省略する。

### 5次車（1964年度製）
- 3069 - 3072号・4069 - 4072号・4549 - 4558号
- 1964年（昭和39年）11月1日の輸送力増強用（朝夕ラッシュ時の3分間隔運転）の車両で6両編成2本と、以前の車両の6両化用中間車3編成分が製造された[7]。全体では6両編成29本、4両編成7本となる。
- 5次車の仕様は4次車とほぼ同じである。

|                  | ← 中目黒北千住 → |             |             |             |             |              |
| 形式             | 3000形 (CM1)     | 4000形 (M2) | 4500形 (M1) | 4500形 (M2) | 4000形 (M1) | 3000形 (CM2) |
| 5次車 新造車編成 | 3069 3071        | 4070 4072   | 4549 4551   | 4550 4552   | 4069 4070   | 3070 3072    |

※なお、5次車以降では6両新造車のみ記載し、中間車の増結については省略する。

### 6次車（1965年度製）
- 4559 - 4564号
- 1965年（昭和40年）10月搬入の6両化用中間車3編成分で、全体では6両編成32本、4両編成4本となる。同年11月1日の輸送力増強用[8]。下記の床下機器の変更以外は4次車とほぼ同じである。
- 従来床下では重量や配線等のバランスを考慮して主制御器、断流器を車体中央に配置し、それを挟むように抵抗器を両側面に搭載していた。しかし、保守に非常に手間がかかることから抵抗器は片側にまとめて配置し、主制御器はその反対側への配置に変更した。

### 7次車（1966年度製）
- 3073 - 3076号・4073 - 4076号・4565 - 4576号
- 1966年（昭和41年）8月搬入の6両編成2本と6両化用中間車4編成分で、この増備をもって日比谷線は全車両6両編成となり、38編成の陣容となった[8]。
- このグループの増備に伴い、千住検車区が手狭となるために東武鉄道西新井電車区を譲り受け、営団「竹ノ塚検車区」（現・千住検車区竹ノ塚分室）として発足させた。
- 前照灯は従来、白熱球式であったが、1965年（昭和40年）からシールドビーム式に改修を開始したため、7次車は新製時からシールドビーム式を採用した。
- 従来の側窓は下降の枠（サッシ）は細くて曲がってしまうため、骨組みを入れて枠を太くして強化した。後に全車両がこのタイプに改造された。
- 従来は下降窓構造であった妻面窓を二段式としたり、天井板のパネルエッジを平板の押し面に変更するなど細かな点で変更されたが、仕様は4次車と大差はない。
- 4576号車は1966年（昭和41年）12月に東武線内での衝突事故で廃車となり、同一番号で代替車が造られている（後述）。

|                  | ← 中目黒北千住 → |             |             |             |             |              |
| 形式             | 3000形 (CM1)     | 4000形 (M2) | 4500形 (M1) | 4500形 (M2) | 4000形 (M1) | 3000形 (CM2) |
| 7次車 新造車編成 | 3073 3075        | 4074 4076   | 4573 4575   | 4574 4576   | 4073 4075   | 3074 3076    |

### 8次車（1968年度製）
- 3077・3078号・4077・4078号・4577・4578号
- 1968年（昭和43年）6月製造の輸送力増強用の6両編成1本である。同年7月1日から北千住口の朝ラッシュ時2分15秒運転間隔が開始された[8]。最後の編成増備車で、これにより6両編成39本となる。この車両では大きな変更が加えられた。
- 従来の軸流送風機（ファンデリア）に代わって扇風機を設置[16]。
  - これは営団地下鉄が開発し、将来的に採用を想定した振りかけ冷房[注 5]の使用を視野に入れたものである。合わせて屋根上の通風器（ベンチレーター）は八角形状から箱型形状に変更をした。
- 乗務員室内の配色をクリーム色からライトグリーン色に変更した。
- つり革をばねで戻るリコ式をやめ、通常のベルトを用いた三角形の形状となった[16]。さらに客用ドアを大窓タイプから上下方向を縮小した小窓タイプに変更した[16]。
- 電動発電機は2台の分散型から1台に集約したものに変更した[16]（前述）。

|       | ← 中目黒北千住 → |             |             |             |             |              |
| 形式  | 3000形 (CM1)     | 4000形 (M2) | 4500形 (M1) | 4500形 (M2) | 4000形 (M1) | 3000形 (CM2) |
| 8次車 | 3077             | 4078        | 4577        | 4578        | 4077        | 3078         |

### 9次車（1970年度製・8両編成化用）
- 3505 - 3574号（70両）

千住検車区の拡張工事が完成し、日比谷線の8両編成運転が可能となったことから製造された車両である。編成の中央に組み込まれ、編成の分割を考慮して簡易運転台を設置する。また、従来は6両編成39本で運用されてきたが、8両編成では38本で間に合った。このため、6両編成2本から4500形を抜き取り簡易運転台を設置した3500形に改造し、残った4両編成2本は組み合わせて8両化された。
- 正規の3500形を組み込んで6両編成→8両編成化：35本
- 6両編成から2両を抜き、4両編成化：2本→この2本を組み合わせて8両編成化：1本
- 前述の抜いた中間車を3500形に改造して8両編成化：2本
- この車両は従来の車両と仕様が異なり、電動発電機・扇風機付きの車両を組み込むため、車両の電気回路が複雑なものとなった。
- 荷棚がパイプ式から金網式に変更など、細かな点で変更がある。このほか空気圧縮機は再度レシプロ式に変更された。
- 3500形組み込み後は編成の両端6両が大窓ドア車、中央の2両（3500形）が小窓ドア車となった編成が大半となった。後述するB修開始後は在来車も小窓ドアへと交換が実施された。

これをもって本形式は8両編成38本が出揃い、以降は1988年（昭和63年）7月に営業運転を開始する03系登場までこの状態が続いた。
車両搬入について
基本的には千住検車区に直接搬入されている。1次車は車両メーカーの汽車製造・東急車輌製造からトレーラートラック（陸送）で千住検車区に搬入した。2次車以降は北千住駅まで線路が完成したため、甲種車両輸送により常磐線と東武伊勢崎線を経由して北千住駅から搬入された。
ただし、霞ケ関 - 恵比寿間（中目黒間）開業用の車両（4次車の一部・4両編成7本）は当時北千住側の線路とはつながっておらず、東急東横線経由で搬入された。
車両メーカーから横浜線経由で菊名駅から搬入し、菊名駅から深夜に東急碑文谷工場内の留置線へ回送し、各種整備を実施した。整備後の1964年（昭和39年）2月中旬から3月中旬にかけて3回に分けて中目黒駅から日比谷線に搬入された。
これは東横線終電後に、東横線上り本線のレールを切断し、営団日比谷線の仮線のレールと接続させ（当時は中目黒 - 恵比寿間は未開業）、本形式のエアータンクに空気を溜めた上で、東急デハ3450形の重連に押された本形式を切換点にて突放し、搬入させた。その後は千住検車区広尾出張所へ自力回送された。なお、全線開業までは広尾駅付近の地下に設置した留置線（千住検車区広尾出張所）を一時的な車両基地として使用していた。
中目黒駅までのトンネル（地下区間）は順調に完成していたが、同駅付近の地上部の建設工事は大きく遅れており、車両搬入を行うために突貫工事で仮線1線の敷設を間に合わせている。同様に車両搬入のため、B線（北千住方面）地下区間の架線設備は先行して完成させていたが、地上部の架線設備は臨時に架線設備を施工し、一時的に搬入に間に合わせている。
東武線内での衝突事故
3075編成に組み込まれていた4576号車は衝突事故により廃車となり、1967年（昭和42年）9月に代替車両を新製している。
これは1966年（昭和41年）12月15日深夜に東武伊勢崎線西新井駅構内において、西新井駅到着の大師線電車（2両編成）が曲線部で脱線し、隣の伊勢崎線下り線を走行中の本形式の6両編成による竹ノ塚行き電車の3両目に衝突したものである。この事故で営団3000系も3両が脱線、大破した。

## 編成と運用
千住検車区または竹ノ塚検車区（当時、Tに該当する編成）に所属していた。
- 日比谷線中目黒 - 北千住間と乗入れ区間として当初は東武伊勢崎線 北千住 - 北越谷間・東急東横線 中目黒 - 日吉間で運用された。その後に東武線は東武動物公園駅まで、東横線は菊名駅まで運転区間が延長された。
- 保安設備は全編成共通で日比谷線用のWS-ATC（地上信号式自動列車制御装置）が装備された。また、1962年には一部の車両でATO（自動列車運転装置）を試験的に搭載した。詳細は下記の項目を参照。なお、相互乗り入れ先の東急形ATSおよび東武形ATSは、東急形のみ装備が7本（★に該当する編成）、東武形のみ装備が22本（☆に該当する編成）、両方を装備が9本（＃に該当する編成）と三種類の編成が存在したため、運用が限定されていた。
- 基本編成は下記の8両貫通編成であり、38本があった。いずれも2両1ユニットの全電動車である。
- 1本のみ4両編成を2本連結した編成が存在した。4両編成同士の連結部である運転台に設置された貫通扉は非常用のため、幌は接続せず、走行中の通り抜けはできなかった。なお、東急乗り入れにも対応していた。

| 3000奇 (CM1) | 4000偶 (M2) | 4500奇 (M1) | 3500偶 (Mc2) | 3500奇 (Mc1) | 4500偶 (M2) | 4000奇 (M1) | 3000偶 (CM2) |

（基本編成、奇＝奇数番号車・偶＝偶数番号車）
| 3005 (CM1) | 4034 (M2) | 4033 (M1) | 3006 (CM2) | 3015 (CM1) | 4052 (M2) | 4051 (M1) | 3016 (CM2) |

（4＋4分割編成）

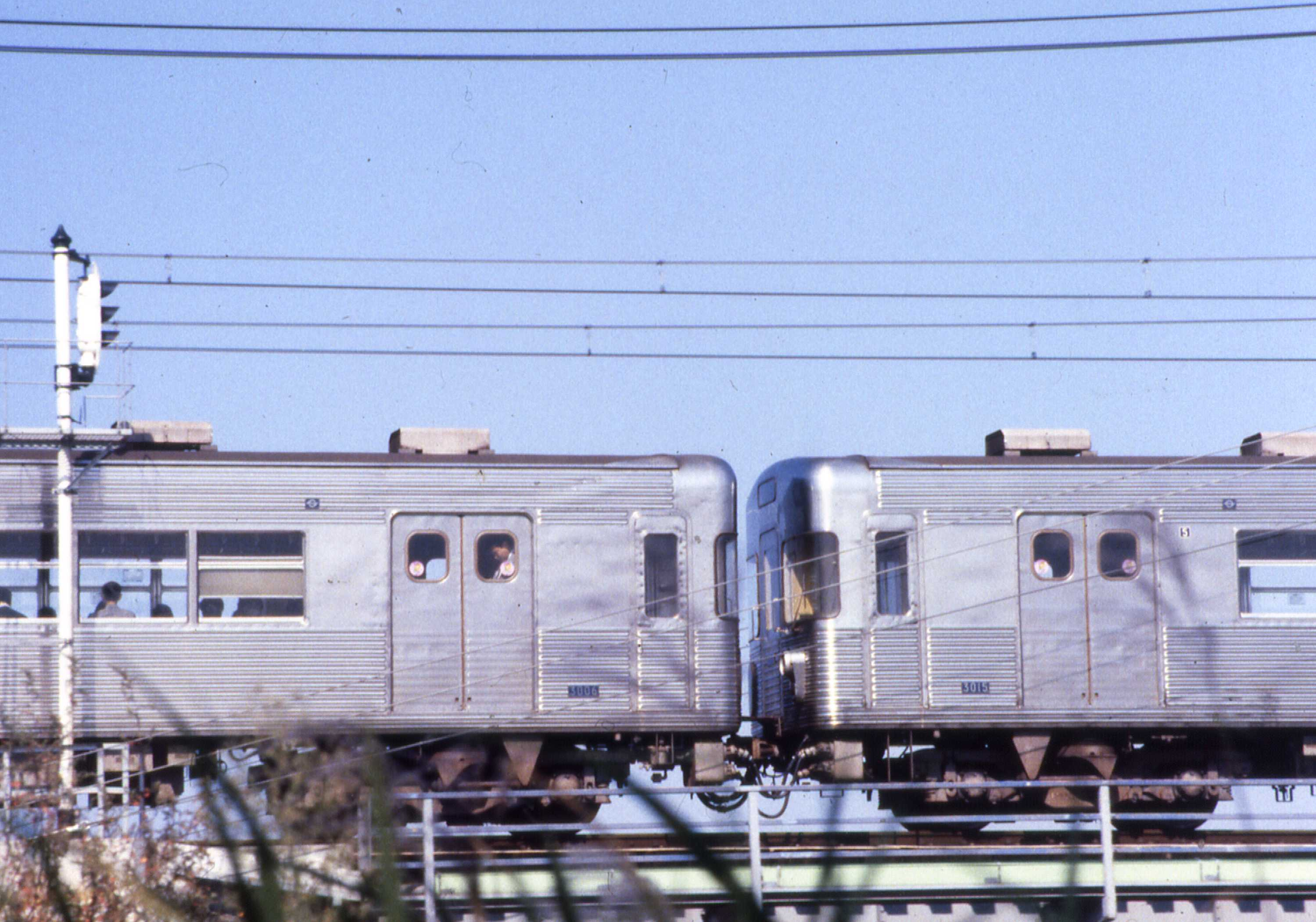
3006と3015の連結部
（1988年、新丸子駅）

3001-4030-4529-3502-3501-4530-4029-3002（★）
3003-4032-4531-3530-3529-4532-4031-3004（＃）
3007-4036-4535-3532-3531-4536-4035-3008（＃）
3009-4046-4545-3504-3503-4546-4045-3010（＃）
3011-4048-4547-3534-3533-4548-4047-3012（＃）
3013-4050-4553-3536-3535-4554-4049-3014（＃）
3017-4038-4537-3538-3537-4538-4037-3018（★）
3019-4040-4539-3540-3539-4540-4039-3020（★）
3021-4042-4541-3556-3555-4542-4041-3022（＃）
3023-4044-4543-3558-3557-4544-4043-3024（＃）
3025-4054-4523-3544-3543-4524-4053-3026（☆）
3027-4056-4525-3546-3545-4526-4055-3028（＃）
3029-4002-4501-3506-3505-4502-4001-3030（☆）
3031-4004-4503-3508-3507-4504-4003-3032（☆）
3033-4006-4511-3510-3509-4512-4005-3034（☆）
3035-4008-4507-3512-3511-4508-4007-3036（★）
3037-4010-4513-3518-3517-4514-4009-3038（☆）
3039-4012-4515-3520-3519-4516-4011-3040（☆）
3041-4014-4559-3560-3559-4560-4013-3042（☆）
3043-4016-4561-3548-3547-4562-4015-3044（☆）
3045-4018-4563-3550-3549-4564-4017-3046（☆）
3047-4020-4565-3562-3561-4566-4019-3048（☆・T）
3049-4022-4519-3564-3563-4520-4021-3050（☆・T）
3051-4024-4521-3522-3521-4522-4023-3052（☆・T）
3053-4026-4567-3524-3523-4568-4025-3054（☆・T）
3055-4028-4509-3566-3565-4510-4027-3056（☆・T）
3057-4062-4527-3542-3541-4528-4061-3058（★）
3059-4064-4557-3526-3525-4558-4063-3060（☆・T）
3061-4058-4569-3568-3567-4570-4057-3062（☆・T）
3063-4060-4571-3570-3569-4572-4059-3064（☆・T）
3065-4066-4505-3572-3571-4506-4065-3066（☆・T）
3067-4068-4517-3528-3527-4518-4067-3068（☆・T）
3069-4070-4549-3574-3573-4550-4069-3070（☆・T）
3071-4072-4551-3552-3551-4552-4071-3072（☆・T）
3073-4074-4573-3514-3513-4574-4073-3074（★）
3075-4076-4575-3554-3553-4576-4075-3076（☆・T）
3077-4078-4577-3516-3515-4578-4077-3078（＃）

## 整備

### 改良工事
その後は時代に合わせて各種改良工事が実施されている。車体については適時、改修工事（不燃化対策や制御器の更新改修、艤装配線の修理など）が実施されている。そのほか、前述した前照灯のシールドビーム式への変更や中間車への列車番号表示用のレスポンスブロック設置などがある。
各車への保安機器の設置
- 1968（昭和43年）6月から一部編成に東急ATS装置が設置され、1976年（昭和51年）9月からは同社用の空間波無線装置が搭載された。
- 1968（昭和43年）10月から一部編成に東武ATS装置が設置され、1979年（昭和54年）11月からは同社用の空間波無線装置が搭載された。

この時点で全編成に取り付けを実施しなかったため、後年に車両運用に苦労することとなった。
その他機器の改造
- 1980年（昭和55年）初頭から電動発電機の交換が実施され、8次車同様に9kVA品1台に集約し、ATC用電動発電機はインバータに交換された。その他台車の改造修理については前述した。

- 1980年代後半からは保守に手間のかかるロータリー式AR-2形空気圧縮機（CP）を撤去し、レシプロ式C-2000形に交換が実施された。合わせて6号車（4500形偶数車）の空気圧縮機（CP）を撤去し、1編成3台のC-2000形に統一が進められた。

### 改修工事
改良工事の中で、「改修工事」と呼ばれる比較的規模の大きい改修工事は以下のとおりである。車両仕様部材の品質向上などから、製造時期によって改修工事の対象となる経年数は異なる。これらの改修工事はすべて千住工場車体更新修繕場にて施工された。
- 1 - 5次車は6年経年でC修工事、また6年経年（12年目）でC修工事、また6年経年（18年目）でB修工事、さらに9年経年（27年目）でC修工事、さらに9年経年（36年目）でA修工事を実施する方針であった。
- 6 - 8次車は9年経年でC修工事、また9年経年（18年目）でB修工事、さらに9年経年（27年目）でC修工事、さらに9年経年（36年目）でA修工事を実施する方針であった。

上記の更新周期は帝都高速度交通営団「60年のあゆみ」を参照。ただし、A修工事は前例がなく、施工内容も未定とされている。
C修工事は簡易改修工事で、床舗装修理、座席モケット、側窓カーテン戸、通風器絶縁台修理、つり革取り替えなどが実施された。1回目は1967年（昭和42年）11月から1 - 7次車を対象に実施し、2回目は1973年（昭和48年）10月から1 - 9次車を対象に実施された。
B修工事は大規模改修工事で車体、台枠、屋根をはじめ化粧板や床敷物交換、側出入口修理、側扉交換など車体全般におよぶ。1976年（昭和51年）3月から開始された。
外観は8次車に近いものとなった。側扉は交換されて8・9次車同様に側扉窓が小形化され、客室側は化粧板を廃止してステンレス無地となった。屋根上のベンチレーターも同様に八角形状から箱型のものとなった。車内の化粧板は初期施工車は濃いクリーム色だが、1986年（昭和61年）ごろの施工車からは白色系のものを採用した。また、乗務員室内は機器の改修や室内のライトグリーン色への変更などが実施された。
このB修工事は編成単位を基本として更新したが、編成中の8両全車両に施工されたわけではない。編成中でも特に経年の古い両端2両3000形・4000形を優先的に施工した。その後は4500形においても施工したが、経年の浅い3500形の施工車は最後までなかった。
この工事は1988年度まで継続されたが、03系への全面的な置き換えが決定してからは施工自体が打ち切られた。最後に施工されたのは1989年（平成元年）12月竣工の3078編成の両端4両であった。また、前述した電動発電機の交換や空気圧縮機の交換は同年をもって終了した。
なお、初めて廃車の発生した1989年度には廃車発生品を利用した台車交換FS348形→FS510形、電動発電機の交換も施工されたが、翌年度以降は実施自体が見送られた。

## ATO試験
日比谷線において採用されたATC装置は当時新しい保安システムであり、さまざまな問題等も懸念されたが、従来のATS装置よりも安全性が高いことや電子技術の進歩などからシステムの信頼性が証明された。
このATC装置の採用により列車の間隔制御や勾配、分岐器における速度制限を超えない運転が保障されており、このATC装置をさらに発展させた次期保安システムとして列車運転を自動化させた自動列車運転装置（ATO）の可能性について考えられるようになった。
地下鉄の運転には、地上鉄道よりも「駅間距離が短く、停車回数が多い」、「急勾配や急曲線などが多く、運転操作に技量を要する」、「運行頻度が高く、列車運転間隔が短い」など運転条件が複雑であることがあげられる。これら全ての運転操作を運転士だけに任せるのでは安全性に不安が考えられる。
このほか、列車の自動運転化はワンマン運転などの省力化も考えられるほか、運転保安性の向上や輸送力増強の可能性などが実現されることとなり、さらに一定の乗り心地が確保されることで全体的には旅客サービスの向上となる。
このような理由から将来の新システムとしての開発として、営団地下鉄では運輸省（当時）からの補助金を受け、電機メーカーと共同で1961年（昭和36年）6月からATO装置の研究開発を開始した。
最初に開発されたATO装置は1962年（昭和37年）2月に3015編成に仮設して南千住 - 入谷間で走行試験を実施した。この試験結果は良好であり、同月26日・27日に営団内で公開試運転を実施した。
さらに同年4月16日・17日には3027編成にATO装置を仮設して南千住 - 上野間で報道関係者向けに公開試運転を実施した。16日には報道関係者が、17日には私鉄・国鉄･運輸省関係者を招待して実施され、両日とも2往復の公開試運転が行われた。これらの試験結果は良好であったため、本試験を実施していくこととなった。
ただし、当初のATO装置は機器が大形であり、設置スペースの問題等から小形化された機器が開発された。この量産向けの装置は1963年（昭和38年）1月製の3次車、3057編成に取り付け、各種試験を実施した。この試験結果を基にさらに改良されたATO装置が開発され、同年11月製の3035編成に搭載された。そして、翌1964年（昭和39年）9月からは営業列車においてATO装置の使用が開始された。
その後、1966年（昭和41年）8月製の3073編成には再改良型のATO装置が搭載されるとともに、同時期に3057編成のATO装置は撤去された。以降は全線にATO区間が拡大されるとともに、3035編成と3073編成による営業列車における長期実用試験が実施された。
- 1961年（昭和37年）2月中　南千住 - 入谷間でATO実車試験・営団内ATO公開試運転を実施。
- 1962年（昭和37年）4月16日・17日 - 南千住 - 上野間で報道関係者にATO公開試運転を実施。
- 1963年（昭和38年）6月　南千住 - 人形町間で改良型のATO装置の走行試験が実施される。
- 1964年（昭和39年）9月8日 - 南千住 - 人形町間で営業列車におけるATO運転を開始。
- 1970年（昭和45年）10月7日 - 北千住 - 中目黒間全線でATO運転を開始。

営団地下鉄からATO運転の終了時期は公表されていないが、少なくとも1987年（昭和62年）末の時点では使用されている。その後3073編成は1991年（平成3年）4月に廃車、最後までATO装置を搭載していた3035編成は1993年（平成5年）2月に廃車となっている。
この試験結果は良好であり、特に本形式は発電ブレーキを装備していることから停止寸前まで電気ブレーキが使用可能で、定位置停止精度は前後20 cm以内と非常に高いものであった。このATO装置の実績は海外でも評価され、多くの専門家の視察もあるなど 一連の試験が残した功績は大きい。
なお、この日比谷線でのATO装置の試験は、当時さまざまな問題から営団地下鉄での実用化には至らなかった。しかし、この長期実用試験で培われたノウハウは1991年（平成3年）11月に開業する南北線において採用されるATO装置の基礎データとして反映された。

## 03系による置き換え
前述の通り、時代に合わせて各種改造工事が実施されてきた本形式も1980年代後半となると車体の老朽化が目立ち、営団地下鉄では本形式の初期車が経年30年を迎える1990年（平成2年）頃を目標として代替車両の新製を計画していた。
しかし、1988年（昭和63年）に営団地下鉄が車両冷房化を決定したことから、計画より早い同年夏から後継車両となる03系の新製が開始された。ただし、03系1次車（第01・02編成）は1988年度の輸送力増強用として製造され、翌年度分となる1989年度製の2次車（第03編成以降）から本形式の置き換えが開始された（廃車も同年度から開始。なお、前述の4＋4変則編成は置き換え初年度に廃車された）。なお、基本的には編成単位で廃車されたが、一部では編成の差し替えながら廃車された。このため、中間車のユニット位置が異なる編成もあった。
また、03系の設計に当たっては本形式が営団内でもデザイン面や技術的に優れていたことを意識し、同系列の車両デザインに影響を与えた。
その後の1994年（平成6年）4月の時点では下記の5編成のみに減少した。この頃になると朝夕のラッシュ時の運用が中心となっていた。
←中目黒・菊名/北千住・東武動物公園→

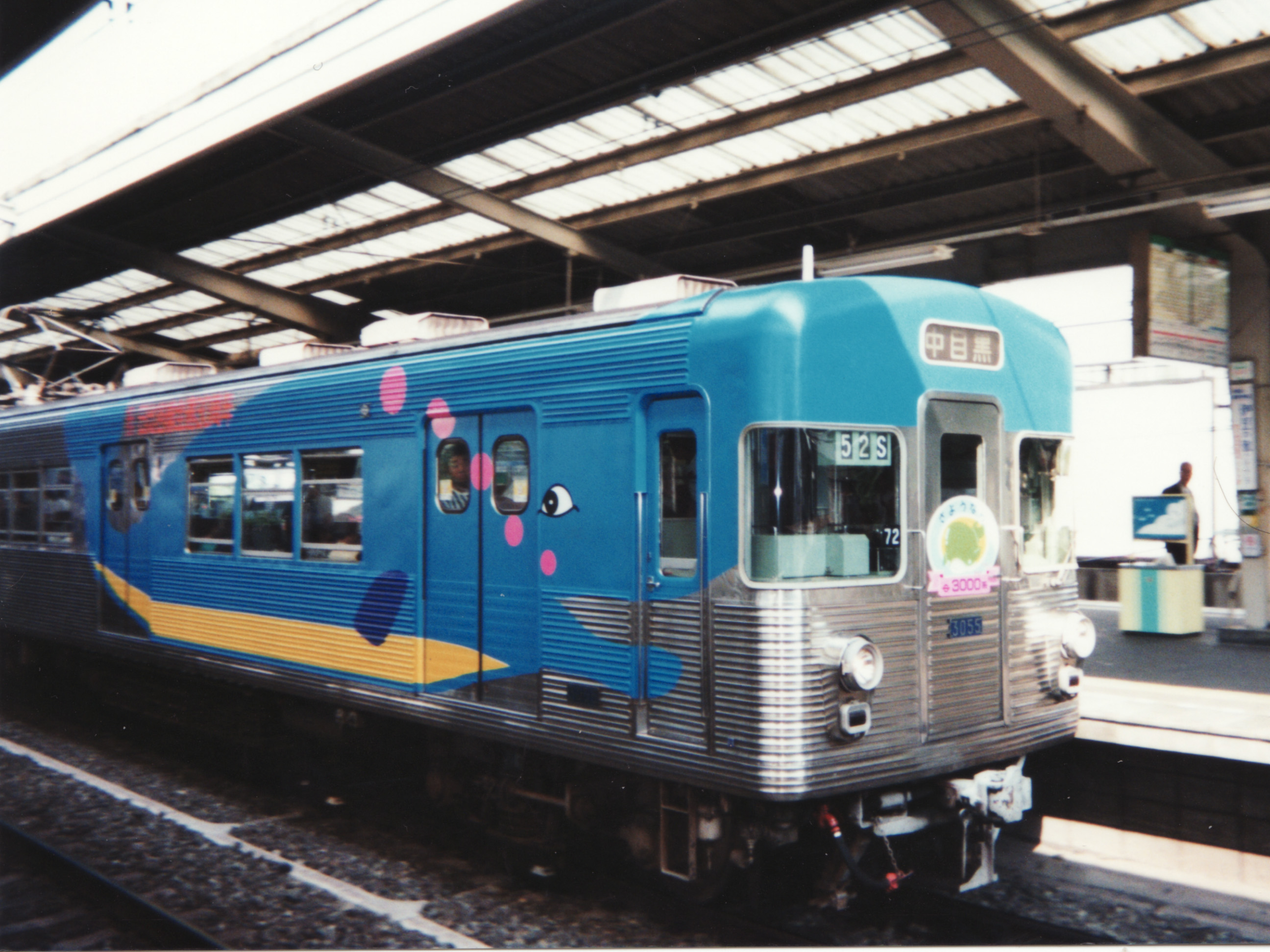
マッコウクジラ塗装
（1994年7月23日 中目黒駅）

- 3001-4030-4501-3506-3505-4502-4029-3002 （東急）
- 3039-4012-4571-3520-3519-4572-4011-3040 （東武）
- 3055-4028-4509-3566-3565-4510-4027-3056 （東武）（さよなら運転編成）
- 3067-4068-4517-3528-3527-4518-4067-3068 （東武）
- 3075-4076-4549-3574-3573-4550-4075-3076 （東武）

カッコは乗入れ対応路線。このうち3055編成は下記のさよなら運転編成。
1994年7月23日に03系の増備完了に伴い日比谷線での営業運転を終了した。営業終了時には先頭車にクジラのシールを大きく貼付すると共に、側面上部に「祝 日比谷線全通30周年 さようなら!3000系」と表記された文字ステッカーを貼付し、「さよなら運転」を行った。

## 譲渡車
本形式は18m車ということもあり、廃車にあたり譲受照会が多数あったが、車両そのものの譲渡は長野電鉄のみとなった。譲渡された車両はほとんどが電動制御車であり、中間電動車は多くが解体された。

### 長野電鉄

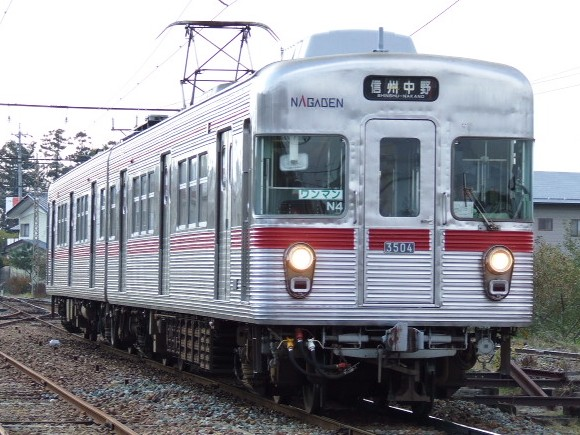
長野電鉄3500系

1993年度から1997年度にかけて2両編成15本、3両編成3本の計39両が長野電鉄へ譲渡され、3500系として導入された（このうち2両は予備部品確保用）。在姿状態での本形式の譲渡は同社のみである。譲渡にあたっては片側先頭車のパンタグラフ撤去、暖房装置の増強などが実施された。
このほか、同社の2000系の機器更新用に制御装置、ブレーキ装置、FS510形台車12両分などが譲渡された。ただし、実際には1999年のA編成の更新時に3両分が使用されただけに留まっており、その編成は2011年(平成23年)3月に引退。
老朽化のため、2023年（令和5年）1月に最後のN8編成が運用終了により、引退。代替として導入される列車は、かつて日比谷線でも本系列を代替した03系電車（改造の上3000系として導入）である。

### 走行機器類の譲渡

#### 富山地方鉄道
1991年（平成3年）より京阪初代3000系を富山地方鉄道に譲渡するにあたり、京阪の軌間1,435mmから富山地方鉄道の1,067mmに合うダイレクトマウント（車体直結）方式の台車が必要とされた。そして同時期に本形式の廃車が開始され、同車に適合するFS336形台車が譲渡につながった。
このため、同社の10030形にはFS336形台車、主電動機、主制御器やブレーキ装置（HSC-D形）などを本形式から流用した。ただし、途中からFS336形はFS510形に変更し、後に全車両がFS510形化された。
このほか、10020形も冷房化時に本形式のFS510形台車に交換されている。

#### 日立電鉄
1992年度・1993年度に銀座線で使用していた2000形を譲渡するにあたり、種車の車体・主制御器を流用し、一部機器は1500N形から流用して同社の2000形・2200形・3000形へと改造した。同車には本形式からはFS510形台車、パンタグラフ、主電動機、暖房装置、空気ブレーキ装置などの部品類が流用された。
なお、同線は2005年3月に廃止されており、全車が廃車となっている。

#### 銚子電気鉄道
1994年に日立電鉄への譲渡が不要となった2000形を銚子電鉄に譲渡することとなった。譲渡された同社のデハ1000形には本形式の主電動機とパンタグラフなどが使用されている。

#### 富士急行
1994年度から1996年度にかけて導入した元京王電鉄初代5000系である富士急行1000系には、本形式のFS510形台車と主電動機が使用されている。

#### 一畑電気鉄道
1994年度から導入した元京王電鉄初代5000系である一畑電気鉄道2100系・5000系には富士急行1000系同様に本形式のFS510形台車と主電動機が使用されている。
なお、富士急行と一畑電鉄からは本形式そのものの譲受照会があったが、長野電鉄向けの3500形・3600形の確保や同社の2000系用の車両機器確保で予約が埋まる状態となった。一畑電鉄や富士急行は京王5000系からの譲渡に本形式の台車を使用することとなった。この改造には長野電鉄の車両譲渡、台車や車両機器の提供など、調整が必要となり、関連会社のメトロ車両の協力のもと、1994年に全て完了した。

## 保存車

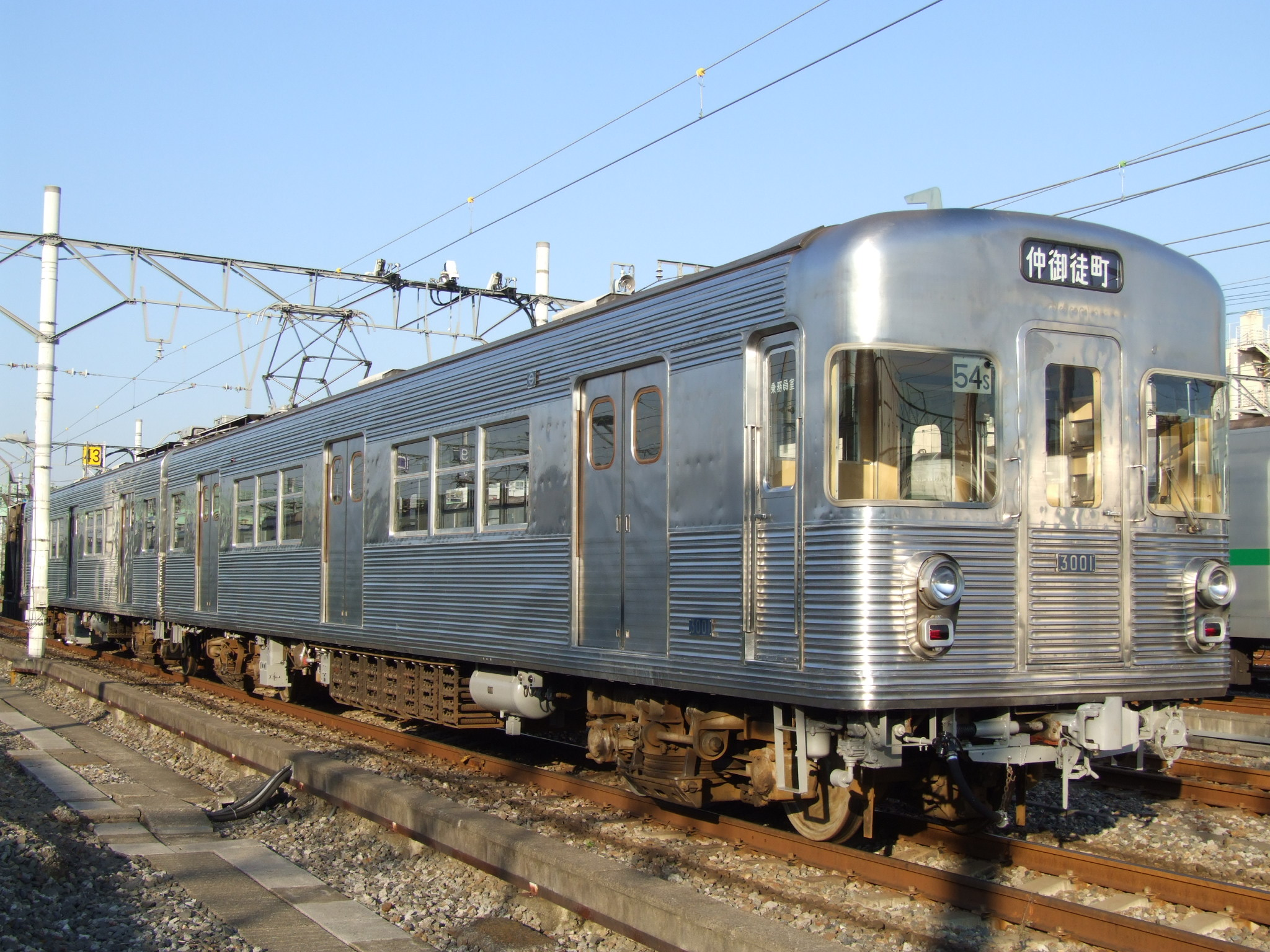
3000系保存車
行先表示は「仲御徒町」となっている
（手前より3001・3002）
（2007年12月15日 綾瀬検車区）

営団地下鉄ではトップナンバーの3001号車を東西線の5000系トップナンバー車5001号車と共に保存することを計画しており、廃車時期を最後まで先延ばししていた。 
しかし、長野電鉄へ譲渡した車両のうち1両が踏切事故により大破したため、急遽代替車が必要となった。当時、SUミンデン式FS510形台車を使用した先頭車は全くなく、アルストム式FS336台車をはく3001・3002号車だけが残されていた。このため、最終的にはこれら2両も譲渡することが決定され、揺れ枕取り付け改造を実施の上、流用したFS510台車を取り付けて同社に譲渡された。
前述の理由から、東西線5001号車は1991年（平成3年）3月の除籍後も行徳検車区（現・深川検車区行徳分室）で解体せずに保管をしていたが、3001号車の譲渡決定後の1994年（平成6年）2月に解体処分された。
前述したとおり3001号車（ただし、鉄道ファン誌2008年7月号では3001・3002号車と記載）は計画変更で長野電鉄へ譲渡されたが、「長野電鉄で運用を終了する際には、営団地下鉄側に一報を入れる」という約束が付けられていた 。
その後、2006年（平成18年）になり、長野電鉄では8500系（元東急8500系）への置き換えによって一部編成が冷房改造を施工せずに廃車する方針とされ、同社から3000系が引退するとの報告を受け、東京地下鉄側が「技術伝承」のために動態保存していくこととなった。このため、3001・3002号車は2007年（平成19年）1月19日 - 21日に保存のため、屋代線の屋代駅から千代田線綾瀬検車区まで甲種輸送された。
同検車区の敷地内にある綾瀬工場に収容された2両は、営団地下鉄時代の姿に復元することになった。復元にあたっては検車区の若手整備士9人を集め、ベテランプロジェクトメンバーの下、復元作業を行った。復元工事は地下車庫の南北線王子検車区で実施された。このため、各路線終電後に南北線9000系と連結して綾瀬車両基地 - （霞ケ関 - 桜田門 - 市ケ谷） - 王子検車区間を一往復回送した。
復元作業は2007年3月から2007年11月にかけて3期に分けて実施された。内容は長野電鉄ワンマン運転機器や社紋・赤帯の撤去、台車や連結器の点検、車体各部の補修など多岐にわたった。そして営団時代の前面方向幕・側窓上の団章「Sマーク」も再現された。
同年12月15日の「綾瀬車両基地見学会&車両撮影会」では、東京地下鉄になってから初めて一般公開が行われ、自力で検車区内を移動する様子も披露された。車内には3000系の歴史を記載したポスターが掲出されていた。
2009年（平成21年）12月5日に同じく綾瀬車両基地で行われた「スマイルフェスタ」でも公開された。尚、車内は前回の時とは違って、普段使用されている中吊り広告（同年11月27日にオープンしたエソラ池袋など、自社の広告のみ）が掲出されていた。
その後も綾瀬イベントで毎年姿を見せていたが、2015年9月に本来の古巣とも言える千住検車区に陸送で移動された。これ以降は一度も公開されていない。